# アレクサンドル・シルコ
アレクサンドル・ペトロヴィチ・シルコ（Александр Петрович Ширко, 1976年11月24日 - ）は、現ロシア・モスクワ出身の元サッカー選手。現役時代のポジションはFW。

## 来歴

### クラブ
1976年、現ロシアの首都モスクワで生まれた。FCスパルタク・モスクワのスポーツ・スクール出身。1993年から1995年までにリザーブチームで78試合43得点を上げトップチームに上がり、1995年5月27日、FCチェルノモレツ・ノヴォロシースクとの試合でロシア・プレミアリーグデビューを果たした。1996年4月20日、FCラーダ・トリヤッチとの試合でトップリーグで初となる得点を決めた。スパルタクでは2001年まで在籍をした。その後はFCトルペド・モスクワ(2001-2003)、FCシンニク・ヤロスラヴリ(2004)、FCテレク・グロズヌイ(2005)に籍を置いた。2005年、シーズン途中でシンニク・ヤロスラヴリに復帰をした。翌年はチームでキャプテンを務めたが、チームは下降線をたどった。そして2006年9月30日、第21節のFCロストフ戦ではホームで1-6の大敗を喫した。試合後にロッカールームへ引き返そうとしたが過激なサポーターから大声で罵倒を浴びせかけられ、我慢できなくなったシルコがスタンドに駆け寄り、揉み合うなどの乱闘騒ぎを起こした。後日、事態を重くみたロシアサッカー連合から10試合の出場停止が科されたが、後に5試合の出場停止処分となった。2006年11月5日、第26節のFCロコモティフ・モスクワ戦で晴れて復帰を果たしたが、そのシーズンでシンニク・ヤロスラヴリは降格した。それに伴いシルコは退団してFCトム・トムスクに移籍した。2009年、MVDロシイ・モスクワにて現役引退をした。

### 代表
1999年3月31日、アンドラ代表との試合でロシア代表デビューを飾った。2001年9月5日、2002 FIFAワールドカップ・ヨーロッパ予選のフィンランド戦で代表初得点をマークしたが、この試合がロシア代表での最後の出場であった。